# Læborg Sogn
Læborg Sogn er et sogn i Malt Provsti (Ribe Stift).
I 1800-tallet var Læborg Sogn anneks til Vejen Sogn. Begge sogne hørte til Malt Herred i Ribe Amt. Vejen-Læborg sognekommune blev senere delt, så hvert sogn var en selvstændig sognekommune. Allerede inden kommunalreformen i 1970 blev Læborg indlemmet i Vejen sognekommune, som ved selve kommunalreformen blev kernen i Vejen Kommune.
I Læborg Sogn ligger Læborg Kirke.
I sognet findes følgende autoriserede stednavne:
- Bavnehøj (areal)
- Drostrup (bebyggelse, ejerlav)
- Drostrupkrog (bebyggelse)
- Fru Mettes Bjerg (areal)
- Gammelby (bebyggelse, ejerlav)
- Gammelby Mose (areal)
- Hundsbæk Plantage (areal)
- Kjeldbjerg (bebyggelse)
- Læborg (bebyggelse)
- Murholm (bebyggelse)
- Nordenskov (bebyggelse)
- Nyby (bebyggelse, ejerlav)
- Nyby Mark (bebyggelse)